# Sedoheptulóza
Sedoheptulóza, také nazývaná pseudoheptulóza nebo D-altro-heptulóza je monosacharid se sedmi atomy uhlíku (patří tedy mezi heptózy) a ketonovou funkční skupinou (jde tak o ketózu); jedná se o jednu z mála přírodních heptóz; nachází se  ovoci a zelenině jako jsou mrkev, pór, fíky, mango a avokádo.
Jedná se o meziprodukt dýchacího řetězce a fotosyntézy, navíc se tato látka vyskytuje v neoxidační větvi pentózofosfátového cyklu.
7-O-galloyl-D-sedoheptulóza, derivát sedoheptulózy získaný z dřínů, může in vivo omezovat působení prozánětlivých látek jako jsou interleukin-6 (IL-6) a C-reaktivní protein a tak mírnit záněty; samotná sedoheptulóza takové účinky nemá.